# Зубков, Виктор Михайлович
Ви́ктор Миха́йлович Зубко́в (род. 31 августа 1949) — советский легкоатлет, специалист по прыжкам в длину. Наивысших успехов добился в первой половине 1970-х годов, обладатель серебряной медали чемпионата СССР, призёр первенств всесоюзного и всероссийского значения. Представлял Московскую область, спортивные общества «Буревестник» и «Труд».

## Биография
Виктор Зубков родился 31 августа 1949 года. Занимался лёгкой атлетикой в Московской области, выступал за добровольные спортивные общества «Буревестник» и «Труд».
Первого серьёзного успеха на всесоюзном уровне добился в сезоне 1973 года, когда на чемпионате СССР в Москве с результатом в 7,70 метра завоевал серебряную награду в зачёте прыжков длину, уступив лишь дончанину Валерию Подлужному. Позднее на всесоюзных соревнованиях в Минске так же стал серебряным призёром и установил свой личный рекорд в прыжках в длину на открытом стадионе — 7,85 метра.
В 1974 году на зимнем чемпионате СССР в Москве прыгнул на 7,66 метра и получил серебро — здесь его опередил москвич Алексей Переверзев.